# Surinaamse parlementsverkiezingen 1868
De Surinaamse parlementsverkiezingen in 1868 vonden plaats in maart en april van dat jaar. 
Er konden drie leden voor de Koloniale Staten gekozen worden in verband met het periodiek aftreden van B.E. Colaço Belmonte, J.J. Hewitt en F. Carstairs.
| Kandidaat                                            | Stemmen in de eerste ronde | Stemmen in de tweede ronde | resultaat |
| ---------------------------------------------------- | -------------------------- | -------------------------- | --------- |
| B.E. Colaço Belmonte                                 | 147                        | -                          | gekozen   |
| F. Carstairs                                         | 135                        | -                          | gekozen   |
| A.J. van Emden                                       | 78                         | 137                        | gekozen   |
| C.J. Heylidy                                         | 76                         | 89                         | x         |
| F.H. van Affelen van Oorde                           | 68                         | -                          | x         |
| M.S. van Praag                                       | 45                         | -                          | x         |
| A.H. de Granada                                      | 43                         | -                          | x         |
| J.N.E. de Mesquita                                   | 12                         | -                          | x         |
| tientallen andere personen met minder dan 10 stemmen |                            |                            |           |

Bij deze verkiezingen mochten alleen mannen die aan bepaalde voorwaarden voldeden (censuskiesrecht) stemmen. Bij de eerste ronde waren er 241 geldig uitgebrachte stembiljetten waarbij een kiezer voor meer dan een kandidaat kon stemmen. Er waren drie zetels te verdelen en om in de eerste ronde gekozen te kunnen worden had een kandidaat de volstrekte meerderheid nodig (minstens 121 stemmen). Twee kandidaten voldeden aan die voorwaarde. Bij de 'herstemming' met de twee overgebleven kandidaten werd Van Emden verkozen tot Statenlid.
Met ingang van het nieuwe zittingsjaar op 12 mei 1868 (2e dinsdag van mei) had de Koloniale Staten de volgende dertien leden:
| Naam                        | Gepland jaar van aftreding | Bijzonderheden                                                               |
| --------------------------- | -------------------------- | ---------------------------------------------------------------------------- |
| S. Soesman jr.              | 1872                       | voorzitter, in mei 1869 opgestapt, opgevolgd door F.H. van Affelen van Oorde |
| G.J.A. Bosch Reitz          | 1870                       | vicevoorzitter                                                               |
| S.B. de Mesquita*           | 1869                       |                                                                              |
| C.J. Heylidy*               | 1869                       |                                                                              |
| P.R. Planteau*              | 1869                       | in 1869 opgevolgd door J. Mauritsz Ganderheyden* die voorzitter werd         |
| F.H. van Affelen van Oorde* | 1869                       | in mei 1868 opgevolgd door J.B. Vos*                                         |
| N.T.A. Arlaud               | 1870                       |                                                                              |
| D. Benjamins                | 1870                       |                                                                              |
| E.F.L. Mollinger            | 1872                       |                                                                              |
| J.V. Bouguenon              | 1872                       |                                                                              |
| F. Carstairs                | 1874                       |                                                                              |
| B.E. Colaço Belmonte        | 1874                       |                                                                              |
| A.J. van Emden              | 1874                       |                                                                              |

* = benoemd door de gouverneur